# Pájaros negros
Pájaros negros es una película argentina dirigida por Fercks Castellani que se estrenó en Buenos Aires el 15 de octubre de 2015. Se trata de un drama protagonizado por Luciano Cazaux, Emma Spataro, Marcelo Sein, Martina Perret, Juan Manuel Alari, Juan D'Andre, Nicolás Chinski, Jorge Booth, Marina Hapko, Carolina Russo, Manuel Boerr, Tomás Fonzi y Carlos Kaspar.

## Elenco
- Luciano Cazaux... como Víctor.
- Emma Spataro... como Candelaria.
- Marcelo Sein... como Juan Cruz.
- Martina Perret... como María.
- Juan Manuel Alari... como Germán.
- Juan D'Andre... como Marcos.
- Nicolás Chinski... como Empleado.
- Jorge Booth... como Luis.
- Marina Hapko... como Joker A.
- Carolina Russo... como Joker B.
- Manuel Boerr... como Asistente de armería.
- Tomás Fonzi... como Mr. White.
- Carlos Kaspar... como El armero.

- Datos: Q53845032